# Emanuel Schaffer

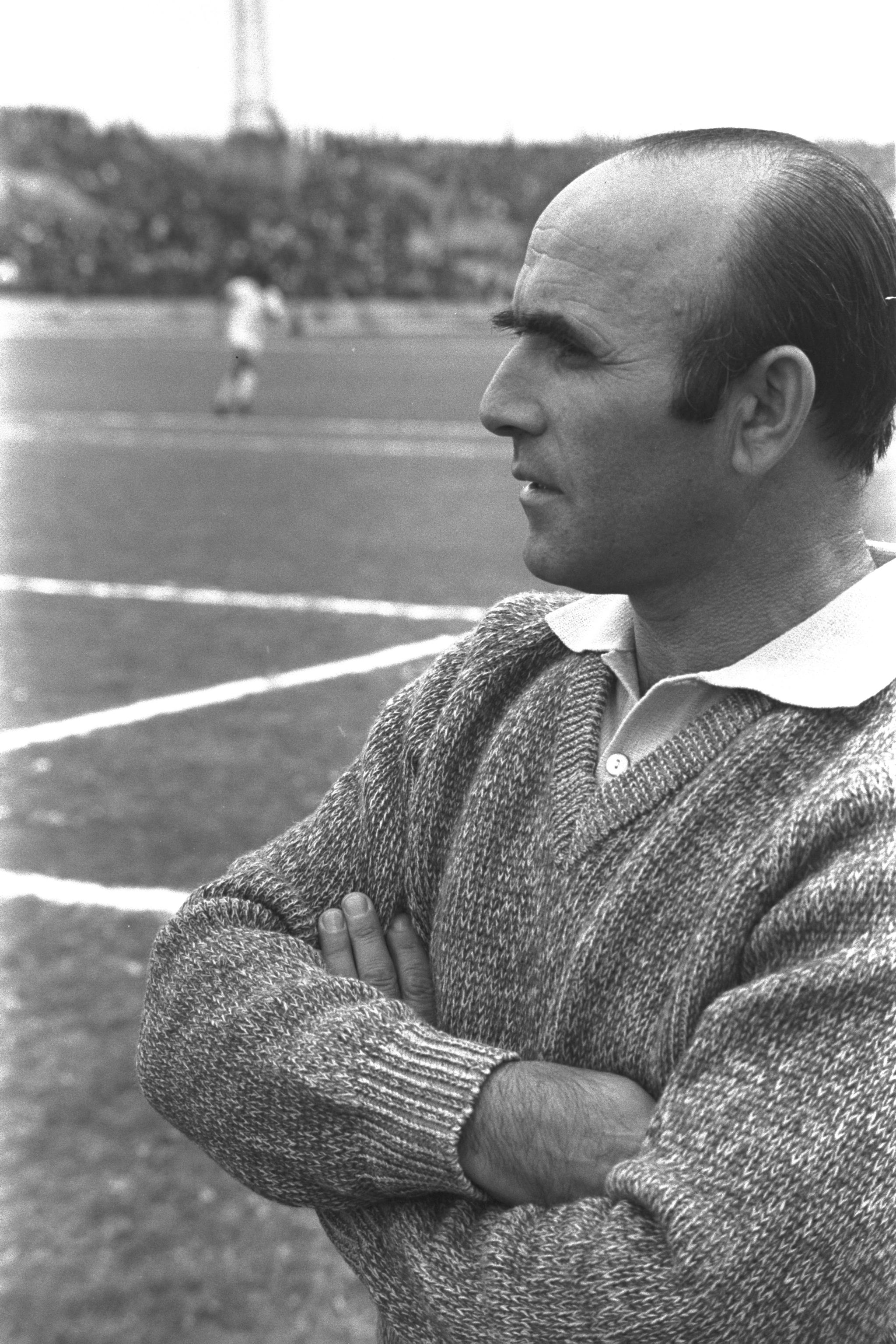
Emanuel Schaffer

Emanuel „Eddy“ Schaffer (* 11. Februar 1923 in Drohobycz, Polen; † 30. Dezember 2012 in Ramat haScharon) war ein israelischer Fußballtrainer. Als Trainer der israelischen Fußballnationalmannschaft brachte er diese 1970 zum einzigen Mal zur Weltmeisterschaft. Zudem war er ein Vermittler im Sport zwischen Deutschland und Israel.

## Familie

### Vor dem Zweiten Weltkrieg
Schaffers Vater Mozes („Max“) Schaffer wurde 1893 in Porohy, seine Mutter Hela 1898 im galizischen Drohobycz geboren. Er hatte drei Geschwister: Cila (geboren 1920), Salka (geboren 1921) und Rosa (geboren 1928). Sein Vater war Manager einer Öl-Gesellschaft in Galizien, kam 1922 als Handlungsreisender nach Deutschland und verbrachte dort einige Monate, woraufhin ihm seine Familie folgte. Sie zogen aus Polen über (Marl-)Hüls im Jahre 1928 nach Recklinghausen ins nördliche Ruhrgebiet, wo Schaffer seine Kindheit verbrachte. Er besuchte eine jüdische Schule und interessierte sich schon früh für Fußball. Sein Vater arbeitete zu dieser Zeit als Handlungsreisender.
Als die Nationalsozialisten an die Macht kamen, floh die Familie 1933 und kehrte nach Stationen im französischen Metz und dem Saarland 1936 ins ostpolnische Galizien zurück. Emanuel wechselte seine Muttersprache von Deutsch zu Polnisch. Während seine älteren Schwestern ihr Studium in Stanisławów fortsetzten, besuchte Emanuel das Gymnasium in Drohobytsch und wohnte bei seiner Tante Lusia. Dort spielte er zum ersten Mal in einem Fußballverein, Betar Drohobycz, einem Klub der zionistischen Jugendbewegung. Im Jahre 1939 wurde die Stadt Drohobytsch von der Sowjetunion besetzt und am 22. Juni 1941 von der deutschen Wehrmacht überfallen, was den Beginn des Deutsch-Sowjetischen Krieges kennzeichnet.

### Während des Krieges
Eine Gruppe Jugendlicher, unter denen sich auch Emanuel Schaffer befand, versuchte, in den Osten zu fliehen. Schaffer war einer der wenigen, der die Flucht überlebte. Auf der Flucht bekam der Achtzehnjährige Diphtherie und Typhus und kam nach Alma Ata in Kasachstan. Dort wurde er in einem vom Innenministerium der UdSSR (NKWD) kontrolliertem Arbeitslager festgehalten. In diesem schloss er sich der Arbeitslager-Fußballmannschaft an, die gegen andere Arbeitslager und Lokalmannschaften spielte. Er sicherte sich damit zusätzliche Lebensmittel. Später arbeitete er in Alma Ata in einer Schuhfabrik und spielte für Dynamo Alma Ata. Im Jahre 1941 erreichte ihn die Nachricht seiner Tante Lusia über den Tod seiner Familienmitglieder, die wahrscheinlich bei einem Massaker in Stanisławów ermordet worden waren. Einen Monat nach Kriegsende kehrte Emanuel nach Polen (Bielawa) zu seiner Tante Lusia und ihrer Familie zurück, die dank einer polnischen Frau, die die jüdische Familie versteckt hatte, überlebt hatten.

## Sport
Als der Krieg vorbei war, kehrte Schaffer nach Polen zurück. Seine Auswanderung nach Palästina wurde durch fehlende Papiere und einen von der britischen Mandatsmacht verhängten Einwanderungsstopp vorerst verhindert. Stattdessen begann er eine Karriere als Fußballer. Er spielte bei ZKS Bielawa, einem jüdischen Sportverein, und in der niederschlesischen Fußballauswahl. Im Jahre 1949 endete Schaffers Karriere vorerst, weil das jüdische Vereinswesen und somit auch seine Aktivität im Fußballverein verboten wurden. Als er in die polnische Armee einberufen wurde, floh er über die Tschechoslowakei, Österreich und Italien nach Israel, wo er 1950 mittellos ankam. Schaffer nahm seine Fußballkarriere wieder auf und spielte für Hapoel Haifa. Im Jahre 1954 stand er im Kader der israelischen Nationalmannschaft. Aufgrund einer Beinverletzung musste er jedoch das Fußballspielen aufgeben.

### Vom Spieler zum Trainer
„Ich habe davon geträumt, Trainer zu werden.“ (Emanuel Schaffer, 1956) – Aus diesem Grund kehrte er 1958 nach Deutschland zurück, um an der Sporthochschule Köln sein Trainerdiplom zu absolvieren. Zur finanziellen Unterstützung trainierte er den Verbandsligisten Rhenania Würselen und sammelte zusätzlich Erfahrungen. Als Trainer kehrte er nach Israel zurück, um die Oberliga-Mannschaft Bnei Yehunda und die Mannschaft der israelischen Luftwaffe zu trainieren. Zeitgleich ließ er eine Trainerschule mit deutschen Einflüssen bauen. Schaffer nahm mit seinem Team 1968 an den Olympischen Spielen teil, nach einem Unentschieden gegen Bulgarien verfehlten sie jedoch die Bronzemedaille durch einen Münzwurf.
In den Jahren von 1968 bis 1971 und noch einmal von 1978 bis 1980 war er Trainer der israelischen Nationalmannschaft. Sein größter Erfolg gelang ihm 1970 mit der israelischen Nationalmannschaft, die sich zum bislang einzigen Mal für die Endrunde einer Fußball-Weltmeisterschaft qualifizierte. In Fußballfachkreisen wurden bei der WM 1970 in Mexiko drei klare Niederlagen erwartet. Man verlor das Spiel gegen Uruguay mit 0:2, auf das man sich aufgrund fehlender finanzieller Mittel zur Gegnerbeobachtung nicht optimal hatte vorbereiten können. Gegen Schweden und Italien errang die Mannschaft jeweils ein Unentschieden, was in Israel großen Widerhall fand. „Bei unserer Rückkehr sind die Spieler wie Helden empfangen worden. Sie haben nicht für Geld, sondern für ihr Land gespielt. Wir haben für drei Millionen Menschen einen echten Erfolg errungen.“, so Schaffer.
„Deutsche“ Fußballtugenden, taktische Disziplin und körperliche Fitness waren für Emanuel die entscheidenden Kriterien seiner Trainerphilosophie. Durch seine professionellen und erfolgreichen Trainingsmethoden gelang es ihm, den israelischen Fußball zu revolutionieren. Trotz seiner erfolgreichen Trainerkarriere holte ihn sein altes Leben immer wieder ein. Auf die Frage eines Sportjournalisten, warum er beim Training immer so fluchen würde, antwortete er: „Ich weiß, ich bin verrückt […] Aber du musst wissen, dass, wer auch immer da war und überlebt hat, verrückt zurückgekommen ist. Auch die, die glauben, sie sind normal, sind verrückt. Niemand ist gesund zurückgekehrt.“ An seinem Grab sagte Avi Luzon, der Präsident des israelischen Fußballverbands: „Er war der größte Trainer, den wir je hatten“.

### Deutsch-israelische Fußballfreundschaft
Schaffer gelang es im Fußball und in der Wirtschaft, deutsch-israelische Beziehungen aufzubauen. Für den Sportartikelhersteller Adidas und später auch Puma baute er eine israelische Vertretung auf. Zu seinem Mentor Hennes Weisweiler, den er an der Sporthochschule in Köln kennengelernt hatte, hielt er weiterhin Kontakt, wodurch sich eine Reihe von Gastspielen von Borussia Mönchengladbach in Israel ergaben. Das erste deutsch-israelische Gastspiel fand am 28. Februar 1970 vor 30.000 Zuschauern im ausverkauften Bloomfield-Stadion in Tel Aviv statt. Gladbachs Geschäftsführer Helmut Grashoff und Schaffer pflegten danach eine enge Freundschaft, die auch den ersten Israeli aus der Bundesliga in den WM-Kader brachte: Schmuel Rosenthal debütierte im September 1972 bei Borussia Mönchengladbach.

## Seine letzten Jahre
Emanuel Schaffer unterstützte 2003 die Restaurierung des jüdischen Friedhofs von Stanisławów und er half, eine Gedenktafel für die ermordeten Familienmitglieder zu errichten. Im Jahre 1998 erlitt er einen Schlaganfall, hinzu kam ein inoperabler Gehirntumor, der sein Leben beeinträchtigte.
Schaffer lebte bis zu seinem Tod am 30. Dezember 2012 mit seiner Frau und seinen vier Kindern in Israel.